# Deutsches Volkslied
Das deutsche Volkslied ist ein Volkslied, das durch textliche und musikalische Traditionen im deutschsprachigen Raum gekennzeichnet ist. Es erlebte seine Hochphase seit Herder und in der deutschen Romantik. Oft werden historische Volkslieder mit einer idealisierten ländlichen Kultur und starker Heimatverbundenheit assoziiert. Nach dem Missbrauch des Volksliedes durch den Nationalsozialismus sind solche romantisierenden Interpretationen teilweise obsolet geworden. Heute zählen zu den deutschen Volksliedern auch neuere Formen der Populärmusik, wobei das Volkslied von der volkstümlichen Musik abzugrenzen ist.

## Geschichte

### Anfänge
Das deutschsprachige Lied hat seine frühesten bekannten Quellen im 12. Jahrhundert, in der Zeit der Minnesänger oder Meistersinger. Parallel zu deren Kunstliedern entstanden volkstümliche Lieder und Moritaten, die ihre Bekanntheit und Verbreitung den Bänkelsängern verdanken.
Ab der Zeit der Reformation (spätes 15. Jahrhundert) werden diese Lieder in Liederhandschriften wie dem Lochamer-Liederbuch (um 1460) oder dem Glogauer Liederbuch aufgeschrieben, bzw. in Liedsammlungen wie Georg Forsters Frischen teutschen Liedlein (1536–1556) gedruckt.
Im 17. Jahrhundert schwindet das Interesse am Volkslied. Gründe waren die Trennung in gebildete Schicht und Volk seit der Renaissance sowie das Aufkommen mehrstimmiger französischer und italienischer Liedformen (wie Villanellen, Chansons, Madrigale). Dem Zeitgeist folgend ordnet Johann Sebastian Bach in seiner Bauernkantate die Arie den kultivierteren Städtern, das Volkslied aber der bodenständigen Landbevölkerung zu.

### Herder
Im Zuge des Sturm und Drang und der folgenden Romantik, die gegen die Rationalität der Aufklärung opponierten, wuchs insbesondere unter Dichtern, Schriftstellern und Musikern eine sehnsüchtige Suche nach dem „Einfachen, Naturnahen, Ursprünglichen und Unverfälschten“.
Johann Gottfried Herder, selbst in Ostpreußen und Lettland angeregt, machte sich in der zweiten Hälfte des 18. Jahrhunderts auf die Suche nach dem deutschen Volkslied. 1771 veröffentlicht Herder „Von deutscher Art und Kunst“. 1778/79 erscheint unter Mitwirkung von Johann Wolfgang von Goethe und Gotthold Ephraim Lessing in der Weygand'schen Buchhandlung zu Leipzig, ohne Nennung eines Herausgebers, eine erste Sammlung in- und ausländischer Lieder und Dichtungen unter dem Titel Volkslieder. Schon in dieser Sammlung wird mit der Absicht, die Lieder als „unverfälschte Äußerungen der Volksseele“ zu deuten, kein Wert auf Autorenangaben gelegt – obwohl viele der Texte von bekannten Autoren stammen.
Herder selbst hat die Bezeichnung Volkslied als Übersetzung des englischen popular song – in scharfer Abgrenzung zur hochgestochenen, zeittypischen Poesie der gebildeten Schichten – für die deutsche Sprache geprägt. Mit dieser neuen Bezeichnung (anstatt Bezeichnungen wie Gassenhauer, Straßenlied etc.) wertet er die literarisch-musikalische Gattung Volkslied und deren Träger, das jeweilige „einfache“ Volk, auf. Im Volkslied offenbart sich nach Herder das eigentliche Wesen eines Volkes.
In dem 1777 veröffentlichten Aufsatz Von der Ähnlichkeit der mittlern englischen und deutschen Dichtkunst schildert Herder sein Volksliedprojekt und legt seine diesbezüglichen Motivationen offen: „Eine kleine Sammlung […] Lieder aus dem Munde jeden Volks, über die vornehmsten Gegenstände und Handlungen ihres Lebens, in eigener Sprache, zugleich gehörig verstanden, erklärt, mit Musik begleitet. […]“ Er erwartet, so mehr zu erfahren „[…] von Denkart und Sitten der Nation! von Ihrer Wissenschaft und Sprache! Von Spiel und Tanz, Musik und Götterlehre!“ Sachverhalte, „[…] auf die der Menschenkenner doch immer am begierigsten ist […]“ Er fordert am Ende berufene Personen aller Nationen zu Sammlung und Studium solchen Liedgutes auf in der Gewissheit, „[…] andern Nationen gäben sie hiermit die lebendigste Grammatik, das beste Wörterbuch und Naturgeschichte ihres Volkes in die Hände“.
Durch diesen völkerverbindenden Ansatz direkt oder indirekt inspiriert, gewinnt Herder national wie international zahlreiche tatkräftige Mitstreiter und „Nacheiferer“. Sammler und Forscher, Komponisten und Dichter suchen nun verstärkt das bis dahin vernachlässigte, mündlich tradierte Volkslied. Wesentlichen Einfluss dürften dabei die europaweiten Freiheits- und Nationalbestrebungen um die Mitte des 19. Jahrhunderts gehabt haben. Das auch wissenschaftlich orientierte Suchen und Untersuchen von Volksliedern, abseits romantisierender oder nationaler Motivationen, gewinnt jedoch erst an der Wende zum 20. Jahrhundert an Bedeutung.
Johannes von Müller veröffentlicht 1807 – vier Jahre nach Herders Tod – dessen große internationale Liedersammlung Stimmen der Völker in Liedern – den von Herder neu geprägten Begriff „Volkslied“ noch bewusst vermeidend. 1808 erscheint von Achim von Arnim und Clemens Brentano die Textsammlung Des Knaben Wunderhorn, von Ludwig Uhland 1844/45 Alte hoch und niederdeutsche Volkslieder. Noch handelt es sich jedoch um reine Textaufzeichnungen ohne musikalische Notationen.

### Romantik
Herder beklagte: „Die Reste aller lebendigen Volksdenkart rollen mit beschleunigtem Sturze in den Abgrund hinab.“
Dieser Satz stellt fest, dass es eine gewisse Art volksläufiger musikalischer Äußerung nicht mehr gab. Diese, also das „originale Volkslied“, ist aber meist nur eine Vorstellung, die aus einem äußeren, Romantik und Exotik suchenden Blickwinkel entsteht. Mit den sich wandelnden Lebensbedingungen des beginnenden Kapitalismus und der Industrialisierung wandelte sich eben auch das, was „das Volk“ sang. Dies stellt jedoch einen originären Prozess für das Volkslied dar. In den gelehrten und sozial höher stehenden Kreisen, zu denen Herder zweifellos zählte, wurde aber gerade mit dem ausgehenden 18. Jahrhundert das vermeintliche ländliche Idyll des Bauern erst entdeckt und damit die romantische Vorstellung von „Volkslied“ geboren. Lieder aber, die mit dem zunehmend urbanen Leben korrelierten, passten nicht so recht ins Bild, das man vom Volkslied haben wollte.
Im Geiste Herders entstanden so in enger Zusammenarbeit von Dichtern wie Achim von Arnim, Clemens Brentano, Matthias Claudius, Simon Dach, Heinrich Heine, Wilhelm Müller und Ludwig Uhland auf der einen sowie Musikern und Komponisten wie Johann Friedrich Reichardt, Johann Abraham Peter Schulz, Friedrich Silcher und Carl Friedrich Zelter auf der anderen Seite neue Lieder, die das Volk in einen Pflege- und Tradierungsprozess aufnahm und sie so selbst zu Volksliedern bestimmte. Für diese Kooperation stehen Lieder wie Der Mond ist aufgegangen (Claudius/Schulz) oder Ich weiß nicht, was soll es bedeuten (Die Lorelei, Heine/Silcher) Pate. Schuberts Lindenbaum (Worte von Wilhelm Müller, 1821), ein typisches Kunstlied, wurde mit der einfacheren Melodie Silchers zu dem auch international bekannten Volkslied Am Brunnen vor dem Tore.
Insgesamt ist ab der Mitte des 18. Jahrhunderts seitens der gebildeten bürgerlichen Schichten ein Trend hin zu Liedkompositionen zu beobachten, die auch für den Laien praktikabel waren. Eine wichtige Rolle spielte hier die Berliner Liederschule, die durch Christian Gottfried Krause gegründet wurde. Ihre Devise war das „Lied im Volkston“, was bedeutete: schlichte Melodik, unter die sich die musikalische Begleitung absolut unterordnet; in diesem Sinne entstanden z. B. die oben genannten Lieder. Zu bemerken ist damit, dass das musikalische Ideal der damaligen Kunstmusik (der Musik der Klassik), wie es u. a. Carl Philipp Emanuel Bach vorprägte, keinen grundsätzlichen Gegensatz mehr zum gesuchten „Volkston“ darstellt, die Sphären Kunstmusik und Volksmusik also scheinbar problemlos ineinander übergehen konnten.
Das gesamte Erbe deutscher Volkslieder ist jedoch eine Mischung aus Liedern bekannter Autorschaft und solchen, die als überlieferte Weisen aus einer bestimmten Region angegeben werden; einige gehen auch noch auf Zeiten vor dem 18. Jahrhundert zurück, was im musikalischen Satz deutlich zu merken ist: Innsbruck, ich muss dich lassen (nach Heinrich Isaac, 16. Jh.), Es geht ein’ dunkle Wolk herein (Handschrift des Klosters Seeon, 17. Jh.), Und in dem Schneegebirge (aus d. Glatzer Bergland u. Schlesien). Solche werden z. B. sehr häufig aus der Sammlung Georg Forsters (s. o.) zitiert. Insbesondere die bis heute so bekannten Kinderspiellieder (Goldene Brücke, Wer will fleißige Handwerker seh’n, Alle meine Entchen etc.) sind zumeist ungeklärter Herkunft.
Die entstehungsgeschichtlichen Angaben zu den drei bekannten Liedern Der Mond ist aufgegangen, Ich weiß nicht, was soll es bedeuten und Am Brunnen vor dem Tore, die, wie auch zahllose andere, der Feder gebildeter Dichter und Komponisten entsprangen, widerlegen also die romantische Auffassung von einer anonym-kollektiven Volksliedproduktion. Stattdessen ist das Volk neben den oft namentlich bekannten Textdichtern und Komponisten der Dritte im Bunde in Sachen Volkslied. Es trägt die aktive Tradierung, Kultivierung und Weiterentwicklung des Liedguts. Lieder werden im Volk „zersungen“, das heißt in Text und Melodie zu Varianten fortentwickelt. Diesen Zusammenhang im Bewusstsein stellt Herder bewundernd fest: „Nichts in der Welt hat mehr Sprünge und kühne Würfe als die Lieder des Volkes!“ (Zitat aus: Stimmen der Völker in Liedern). Der Germanist, Volksliedforscher und spätere Gründer des deutschen Volksliedarchivs John Meier widerlegt 1906 auch wissenschaftlich diese romantische Theorie der anonym-kollektiven Volksliedproduktion. Volkslied heißt also vor allem, dass es im Volke geschieht – gleich welcher Schöpfer am Anfang stand.

### Industrielle Revolution
Unter dem Einfluss der ab 1850 anhebenden industriellen Revolution mit ihrem rasanten gesellschaftlichen Wandel versiegte zunächst die Pflege und Tradierung des Volksliedes. Die nun auch notenschriftlich gefassten Volksliedsammlungen von Ludwig Erk und Franz Magnus Böhme Deutscher Liederhort (3 Bände 1893–1894) bis hin zu Louis Pincks Verklingende Weisen (4 Bände 1926–1940, Bd. 5 1963) wiesen vielfach implizit im Titel auf den voranschreitenden Verfalls- und Auflösungsprozess in der Tradierung des Liedgutes hin. Diesen mehr wissenschaftlich orientierten Werken standen mehr der Unterhaltung und Erbauung dienende Sammlungen gegenüber wie Deutsche Volkslieder mit ihren Originalweisen (Berlin 1838/1841; 2 Bände) von Andreas Kretzschmer und Anton Wilhelm von Zuccalmaglio. Diese beiden Autoren änderten äußerst geschickt dem Geschmack der Zeit folgend Texte und Melodien oder fügten verschiedene Lieder zu neuen Liedeinheiten zusammen (z. B. Kein schöner Land, Wort und Weise von Zuccalmaglio nach den alten Volksliedern Ade, mein Schatz, ich muß nun fort und Ich kann und mag nicht fröhlich sein).

### Frühes 20. Jahrhundert
Bei den verschiedenen Singebewegungen des 20. Jahrhunderts handelt es sich kaum noch um Musikpraxen, die „authentisch aus dem Volk geschöpft“ sind, sondern eher um ein romantisch-nostalgisches Zurückgreifen auf ein Repertoire, das längst in Liederbüchern überliefert ist und kaum noch einen Bezug zur Lebensrealität darstellt.
Das Volkslied-Repertoire wurde ab dem 19. Jahrhundert angereichert durch Arbeiter- und Studentenlieder sowie durch patriotische Gesänge. Die Internationale (Pottier/Degeyter, 19. Jh.) etwa wurde das Lied der Arbeiterbewegung in aller Welt. 1914 gründete der Germanist und Volkskundler John Meier (1864–1953) in Freiburg das Deutsche Volksliedarchiv – bis heute die zentrale Sammelstelle für die Pflege und Dokumentation des deutschsprachigen Volksliedes. Wichtig für eine „Renaissance“ des Volksliedes ist auch das boomende Vereinswesen, welches im späten 19. Jh. seinen Anfang nahm. Besonders ist die Wandervogel-Bewegung des frühen 20. Jh. zu nennen, mit ihrem abenteuerlich-romantischen Flair einer wandernden, die Heimat entdeckenden Jugend, welche, die Wanderklampfe in der Hand, singend durch Wald und Flur zieht. Über die Bündische Jugend wurde sie anschlussfähig für die völkische Bewegung.
Hans Breuer veröffentlichte erstmals 1909 mit dem Zupfgeigenhansl das Liederbuch der „Wandervögel“. Bis 1933 wurde dieses Liederbuch stets neu aufgelegt und in Auflagen von weit über einer Million Exemplaren gedruckt. Hervorzuheben ist, dass Der Zupfgeigenhansl ein weit gespanntes Spektrum an Liedern wiedergibt. Nach dem Ersten Weltkrieg brachen die Bemühungen dieser Bewegung zunächst zusammen. Bald darauf aber forcierten Fritz Jöde in Norddeutschland und Walther Hensel in Süddeutschland mit ihren Singbewegungen im Rahmen der Jugend- und der Jugendmusikbewegung neue Grundsätze:
- Die Jugend soll im Singen wieder zueinander finden.
- Musikmachen ist besser als Musik hören.
- Deutschland (gemeint sind wohl alle deutschsprachigen Länder) soll wieder ein singendes Land werden.

„Was ist das alte, klassische Volkslied? Es ist das Lied des ganzen, in sich noch geschlossenen Menschen, jenes starken Menschen, der alle Entwicklungsformen und -möglichkeiten noch in sich trug, der nur recht von Herzen zu singen brauchte, um dem ganzen Volke Herzenskünder zu werden. Diese Art Menschen lebt heute noch, draußen in den stillen Landeswinkeln, sie aber neu zu schaffen ist menschenunmöglich, unmöglich, da aller Fortschritt unserer Zeit auf einem Opfer gleichsam des ganzen, vollen Lebens beruht, auf einem trotzigen Sprunge ins Halbleben des Sonderberuflers und Spezialisten.“

Damit wurde der Schatz an Fahrtenliedern der Jugendbewegung geprägt, während umgekehrt der typisch jugendbewegte Singstil unsere Vorstellung vom typischen Volkslied prägte.

### Nationalsozialismus
Diese Singbewegungen wurden 1933 von den neuen Machthabern in Deutschland zu nationalsozialistischen Organisationen wie dem Reichsbund Volkstum und Heimat und Musikschulen für Jugend und Volk gleichgeschaltet. Der Nationalsozialismus rückte die Jugendmusikbewegung ins Zwielicht. Führende Persönlichkeiten wie Jöde, Hensel oder der Verleger der bündischen Jugend, Günther Wolff (Verlag Günther Wolff, Plauen) wurden verfolgt. Liedersammlungen wie z. B. Der Brummtopf, mit seinen inhaltlich teils sehr groben Liedern, waren dann beredtes Zeugnis der forcierten militaristischen Orientierung der (männlichen) Jugend.
Andere Mitglieder sahen die Zeit gekommen, ihre musikalischen Ziele auf breiter Front umzusetzen. Die oben genannten Grundsätze der Jugendmusikbewegung waren in ihrer vagen Artikulation nicht vor Missbrauch und Korrumpierung geschützt. Gerade die begleitenden Worte Hans Breuers zum Zupfgeigenhansl machten es der Hitlerjugend wohl nicht gerade schwer, die ‚Wandervögel’ als Vorläufer ihrer selbst zu sehen. Diese zwölfjährige politische Vereinnahmung der Jugendmusikbewegung war eine wesentliche Ursache der späteren Voreingenommenheit mancher gegenüber gemeinsamen Singen im Allgemeinen und gegenüber dem deutschen Volkslied im Speziellen. Franz Josef Degenhardt hat das einmal treffend beschrieben: „Tot sind unsre Lieder, unsre alten Lieder. Lehrer haben sie zerbissen, Kurzbehoste sie verklampft, braune Horden totgeschrien, Stiefel in den Dreck gestampft.“

## Seit 1945
Nach 1945 war unter Musikpädagogen zunächst eine klare Bevorzugung ausländischer Volkslieder festzustellen. Man wollte sich nicht ohne weiteres auf das von den Nationalsozialisten ideologisch instrumentalisierte deutsche Volkslied einlassen. Im Freundes- und Familienkreis wurde weitgehend von der Öffentlichkeit und der Musikwissenschaft unbeachtet das deutsche Volksliedgut aus dem 19. Jahrhundert weiter gepflegt.
In den verschiedenen Bünden und Gruppierungen der deutschen Jugendverbände, wie etwa Bund der Deutschen Katholischen Jugend, wurde das Volkslied in den Ortsgruppen, aber auch bei regionalen und überregionalen Treffen intensiv und lange nach dem Zweiten Weltkrieg noch gepflegt (siehe auch: Quickborn-Arbeitskreis). Bei Treffen und Zeltlagern dieser Jugendverbände war die Pflege des Liedgutes ein zentraler Bestandteil, obwohl in den Rundfunkmedien der Bundesrepublik meist kein Wert gelegt darauf wurde (von süddeutschen Sendern und vereinzelten Programmen abgesehen).
Ab den 1960er Jahren manifestierte sich in der Bundesrepublik Deutschland durch die Protestbewegung bestimmt die angloamerikanische Folksongbewegung unter anderem auch mit Protestsongs (Bob Dylan, Pete Seeger, Joan Baez und andere), die oft mit neuen deutschen Strophen und Texten ausgestaltet wurden. Neben ihren Wurzeln in der amerikanischen Volksmusiktradition und der Bürgerrechtsbewegung (Civil rights movement) baute diese Bewegung auch auf den Fundamenten der deutschen Jugendmusikbewegung auf.
Zudem wurden die Lieder der deutschen Arbeiterbewegung wiederentdeckt und interpretiert. Die Gruppen Zupfgeigenhansel und Hein & Oss sowie die Liedermacher Hannes Wader, Franz Josef Degenhardt und Peter Rohland waren deutsche Vertreter dieser Richtung. Rohland gehörte zu den ersten deutschen Folksängern, die auch deutsche Lieder aufführten. Er präsentierte demokratische Lieder aus der in der DDR von Wolfgang Steinitz veröffentlichten zweibändigen Sammlung Deutsche Volkslieder demokratischen Charakters aus sechs Jahrhunderten.
Die Folksongbewegung und die Aneignung europäischer Volkslieder haben die Volksliedkultur in Deutschland auf ein wesentlich breiteres Fundament gestellt. So erarbeitet bis heute die von Josef Gregor 1949 in Essen gegründete Klingende Brücke in ihren internationalen Liedsingstudios Melodie, Text (in der Originalsprache) und den jeweiligen kulturellen Hintergrund von Volksliedern aller europäischen Sprachen.
Eine moderne Adaption von Volksliedern fand zuerst beim Alpenrock statt. Die aus dem angelsächsischen Sprachraum stammende Neofolk-Bewegung findet seit den 1990er Jahren auch in Deutschland Anhänger. Es gibt in ihr Berührungspunkte mit der Szene des Mittelalter-Rock. Kennzeichnend ist die Hinwendung zu akustischen Instrumenten und oft historischen Texten. Zur Nähe einiger Neofolk-Bands zur Neuen Rechten und dem Rechtsextremismus siehe den Artikel Neofolk.
Volkslieder gehen verloren
Es ist zu beobachten, dass Volkslieder zunehmend aus dem kulturellen Gedächtnis verschwinden. In der Gegenwart werden Volkslieder nur noch selten gesungen, wobei besondere Anlässe wie Jubiläen (privat oder Vereine) bzw. die musikalische Unterhaltung in Altersheimen hiervon ausgenommen sind. Die Texte sind zudem nur noch einem geringen Teil der Bevölkerung bekannt, was darauf hindeutet, dass das Singen von Volksliedern nicht mehr den Stellenwert einnimmt, den es einst im Alltag, einschließlich der Schulen, hatte.

## Liedsammlungen
Siehe auch: Liste von Volksliedern
- Achim von Arnim, Clemens Brentano: Des Knaben Wunderhorn. 1806/1808.
- Andreas Kretzschmer, Anton Wilhelm von Zuccalmaglio: Deutsche Volkslieder mit ihren Originalweisen. 2 Bände. Berlin 1838/1841.
- Rochus Freiherr von Liliencron: Die historischen Volkslieder der Deutschen vom 13. bis 16. Jahrhundert. 5 Bände. Leipzig 1865–1869, reprogr. Nachdruck 1966.
- Ludwig Erk, Franz Magnus Böhme: Deutscher Liederhort. Leipzig 1893/1894.
- August Linder: Deutsche Weisen – Die beliebtesten Volks- und geistlichen Lieder für Klavier (mit Text), ca. 1900 (online).
- Hans Breuer (Hrsg.): Der Zupfgeigenhansl. Melodieausgabe mit Akkorden. Reprint der 10. Ausgabe, Leipzig 1913 (ED 3586). Schott, Mainz 1983, ISBN 3-7957-4002-9.
- Bertold Marohl, Der neue Zupfgeigenhansl, 121 junge Lieder mit Texten, Melodien, Akkordbezifferung sowie einer Grifftabelle für Gitarre. - Mainz (u. a.), Schott 1983, ISBN 978-3-7957-2062-9
- Klemens Neumann, Der Spielmann Liederbuch für Jugend und Volk, Matthias Grünewald Verlag Mainz; Erstausgabe 1914 [(katholische) Quickborn Bewegung], viele (erweiterten) Neudr., bestimmt bis zu 1976
- Fritz Sotke, Unsere Lieder  Ein Liederbuch für die wandernde Jugend; Sauerland Verlag, Iserlohn, Erstausgabe 1921. [Sotke (1902-1970), Deutsch-nationaler Literat, wurde Hitler-Jugend Führer; nach 1933 nazi-Lieder zugefügt, sozialistische entfernt, Untertitel entfernt.  Cf Victor Klemperer : LTI – Notizbuch eines Philologen, Leipzig 1946, S. 304; (auch Aufbau Verlag, Berlin 1947, und spätere Drücke)]
- Hermann Böse, Das Volkslied für Heim und Wanderung; Arbeiterjugend Verlag Berlin, Erstausgabe 1922, weitere 1923, 1927.
- Louis Pinck: Verklingende Weisen. Lothringischer Verlags- und Hilfsverein, Metz 1926 (Bd. 1).
- Hermann Peter Gehricke, Hugo Moser, Alfred Quellmalz, Karl Vötterle, Bruder Singer, Lieder unseres Volkes; Bährenreiter Ausgabe 1250, Kassel 1951 (101-120. Tausend); 1974 Neu bearbeitet
- Heiner Wolf, Unser fröhlicher Gesell, Ein Liederbuch für alle Tage, Möseler Verlag Wolfenbüttel \ Voggenreiter Verlag Bad Godesberg, 1955, Neudrücke bis jedenfalls 1964
- Josef Gregor, Friedrich Klausmeier, Egon Kraus: Europäische Lieder in den Ursprachen. Band 1: Die romanischen und germanischen Sprachen, Berlin 1957.
- Bernhard Martin: Alte Lieder aus dem Hinterland. 76 Lieder mit Noten, Hrsg. Kreisausschuß des Landkreises Biedenkopf, Wetzlarer Verlagsdruckerei GmbH, Wetzlar 1964.
- Ernst Klusen: Das Mühlrad, Ein Liederbuch der Heimat, Kempen\Niederrhein 1966
- Ernst Klusen: Volkslieder aus 500 Jahren – Texte und Noten mit Begleitakkorden. Fischer, Frankfurt 1978.
- Ernst Klusen: Deutsche Lieder. Texte und Melodien. Insel, Frankfurt/M. 1980, ISBN 3-458-04855-2.
- Theo Mang, Sunhilt Mang (Hrsg.): Der Liederquell. Noetzel, Wilhelmshaven 2007, ISBN 978-3-7959-0850-8..
- Heinz Rölleke (Hrsg.): Das Volksliederbuch. Kiepenheuer & Witsch, Köln 1993, ISBN 3-462-02294-6.
- Willy Schneider: Deutsche Weisen – Die beliebtesten Volkslieder für Klavier mit Text. Lausch & Zweigle, Stuttgart 1958.
- Wolfgang Steinitz: Deutsche Volkslieder demokratischen Charakters aus 6 Jahrhunderten. 2 Bände., Berlin 1953, 1956.
- Klingende Brücke: Liederatlas europäischer Sprachen der Klingenden Brücke. Band 1: Bonn 2001, Band 2: Bonn 2002, Band 3: Bonn 2003, Band 4: Bonn 2006